# Yangdong
Yangdong è un villaggio storico tradizionale della Corea del Sud, situato presso la città di Gyeongju. La sua architettura ha conservato i caratteri storici del periodo Joseon.

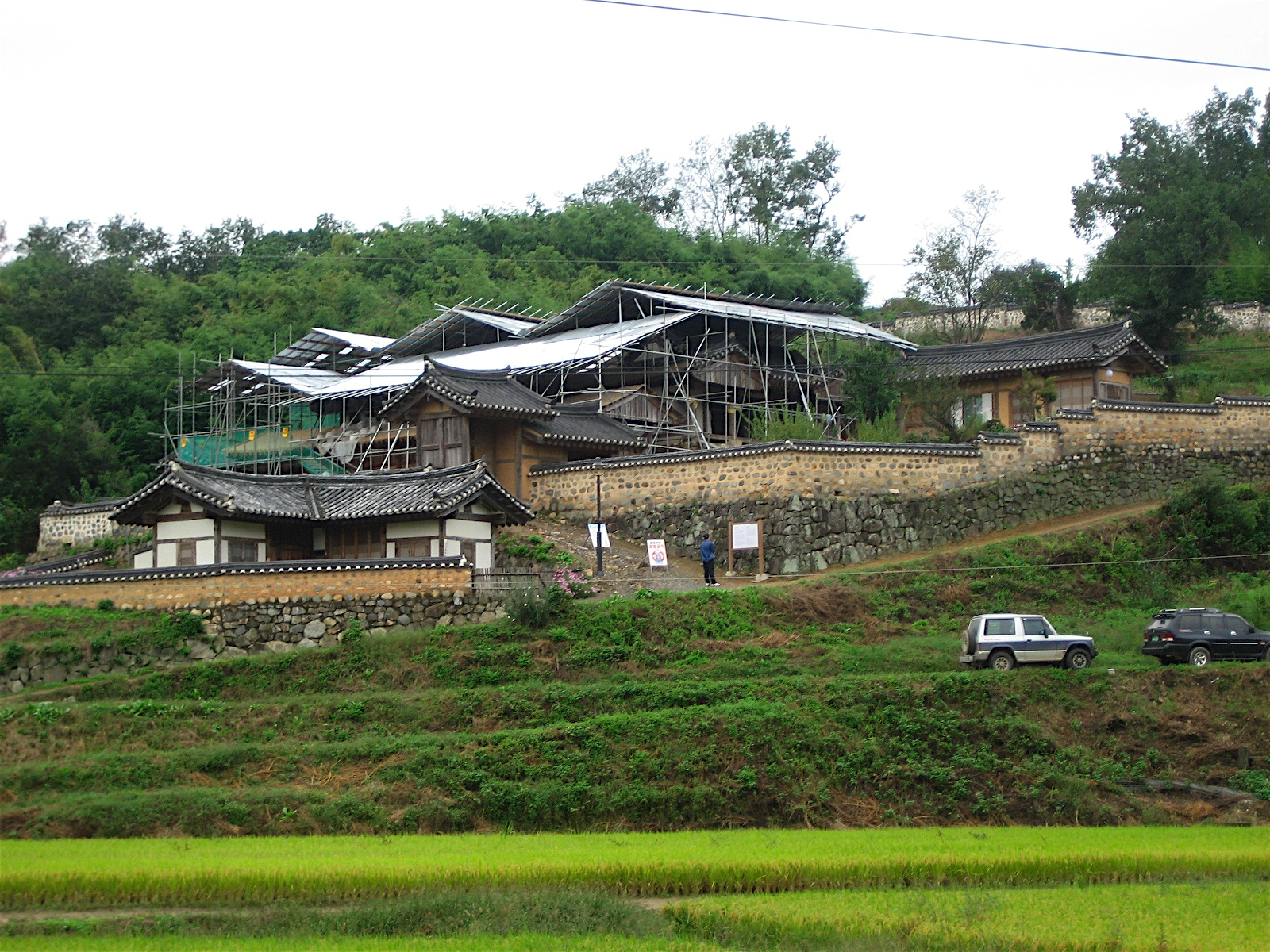
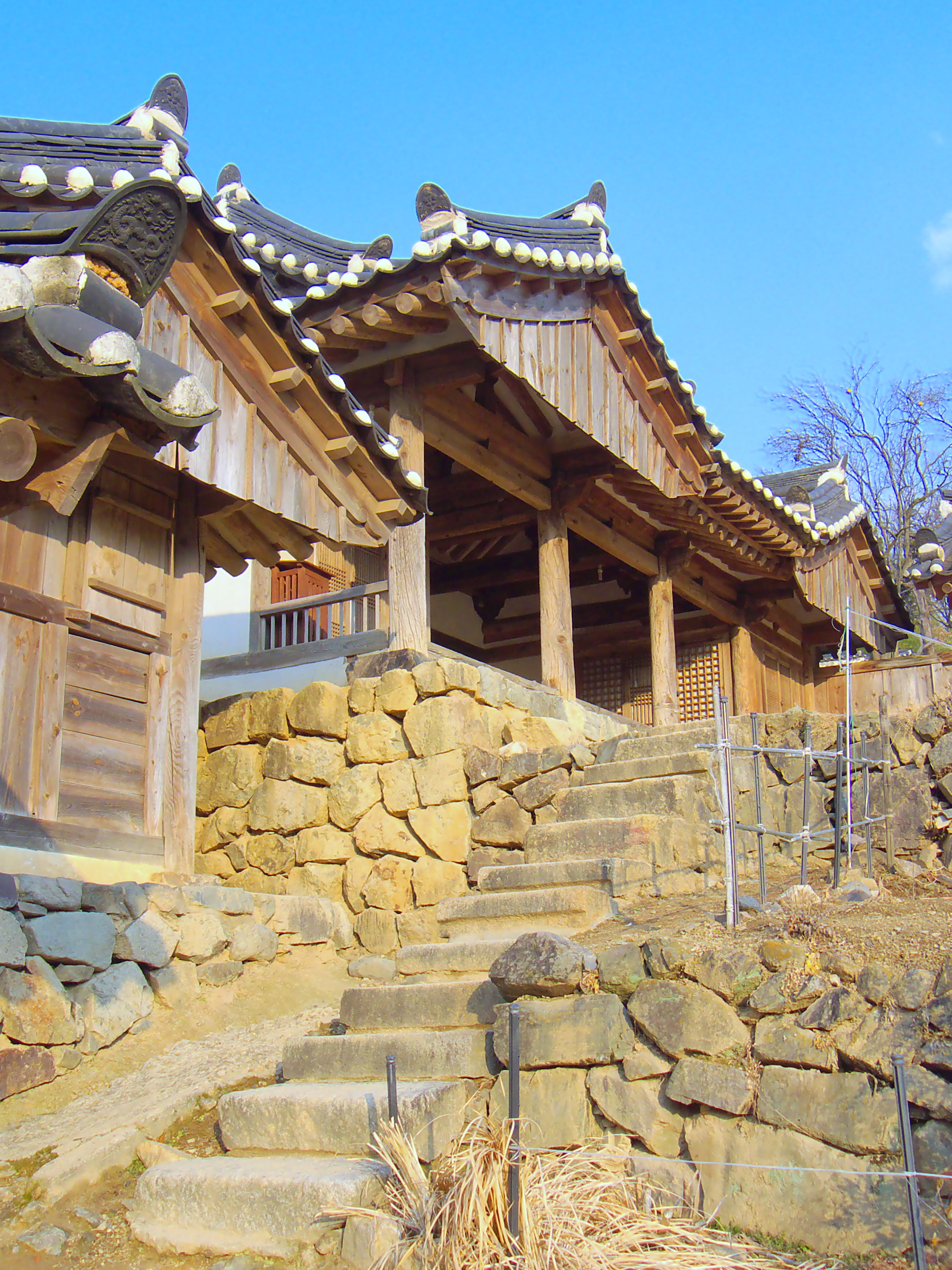
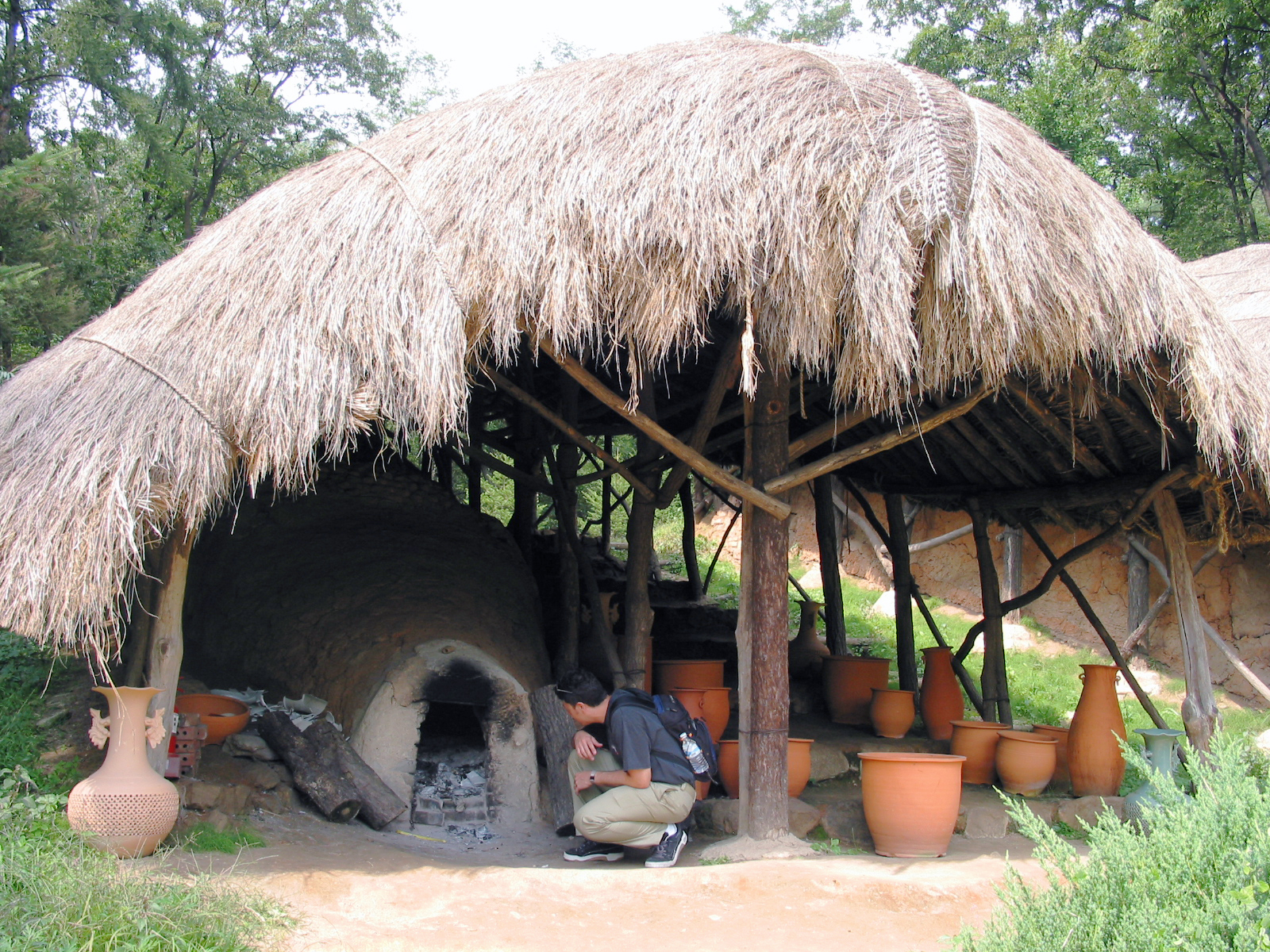
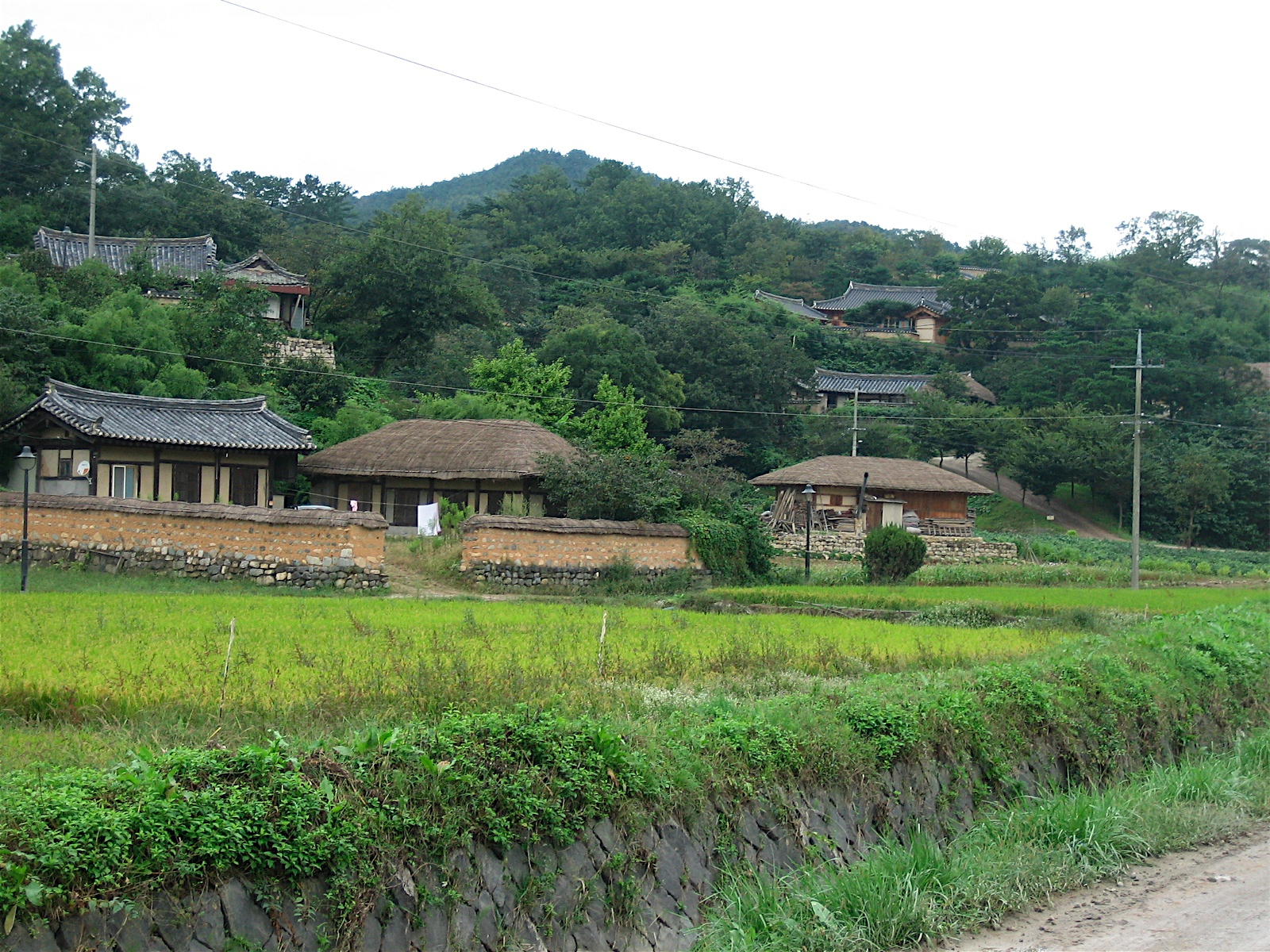
traditionels case nel villaggio
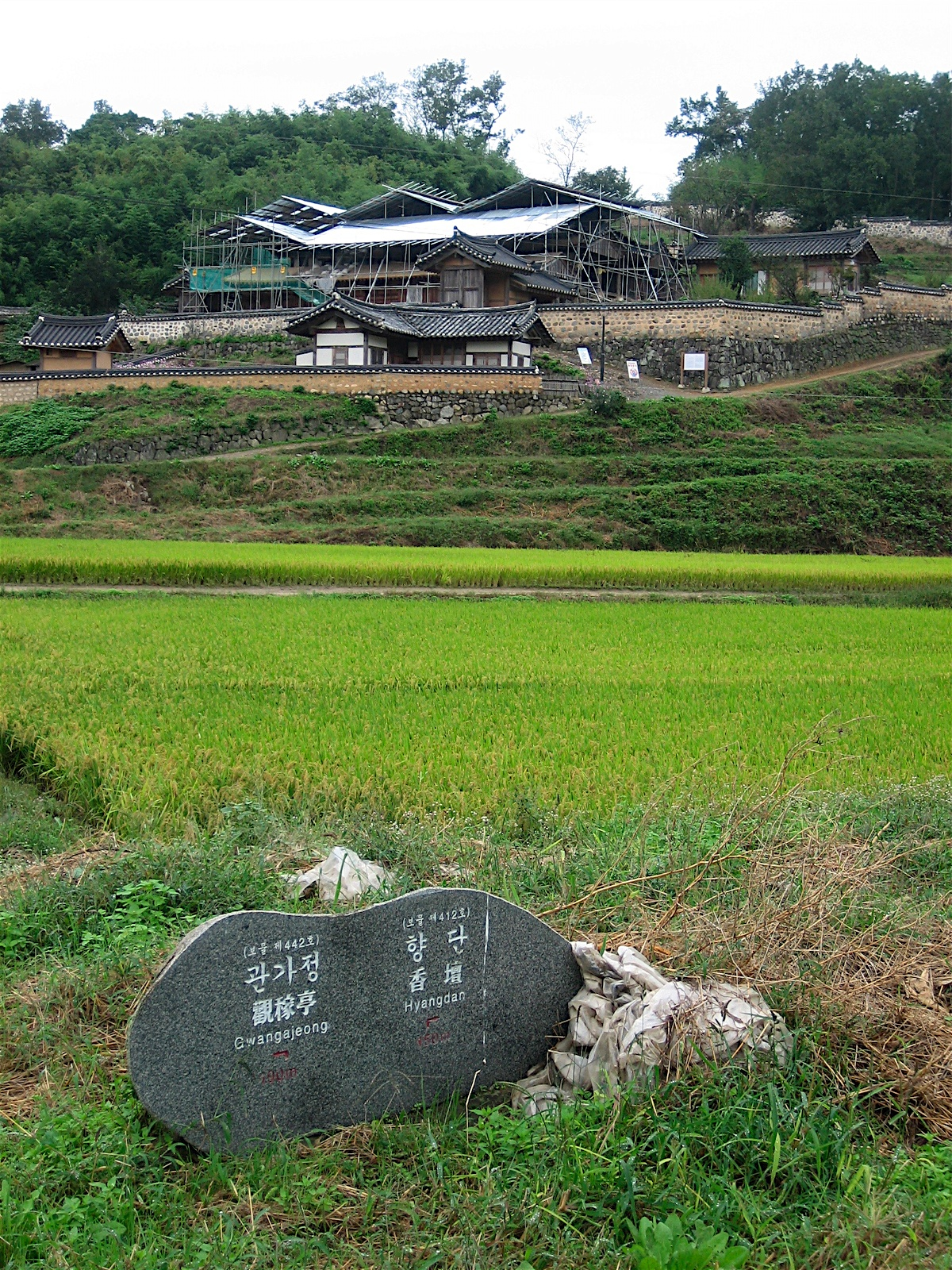
Della città
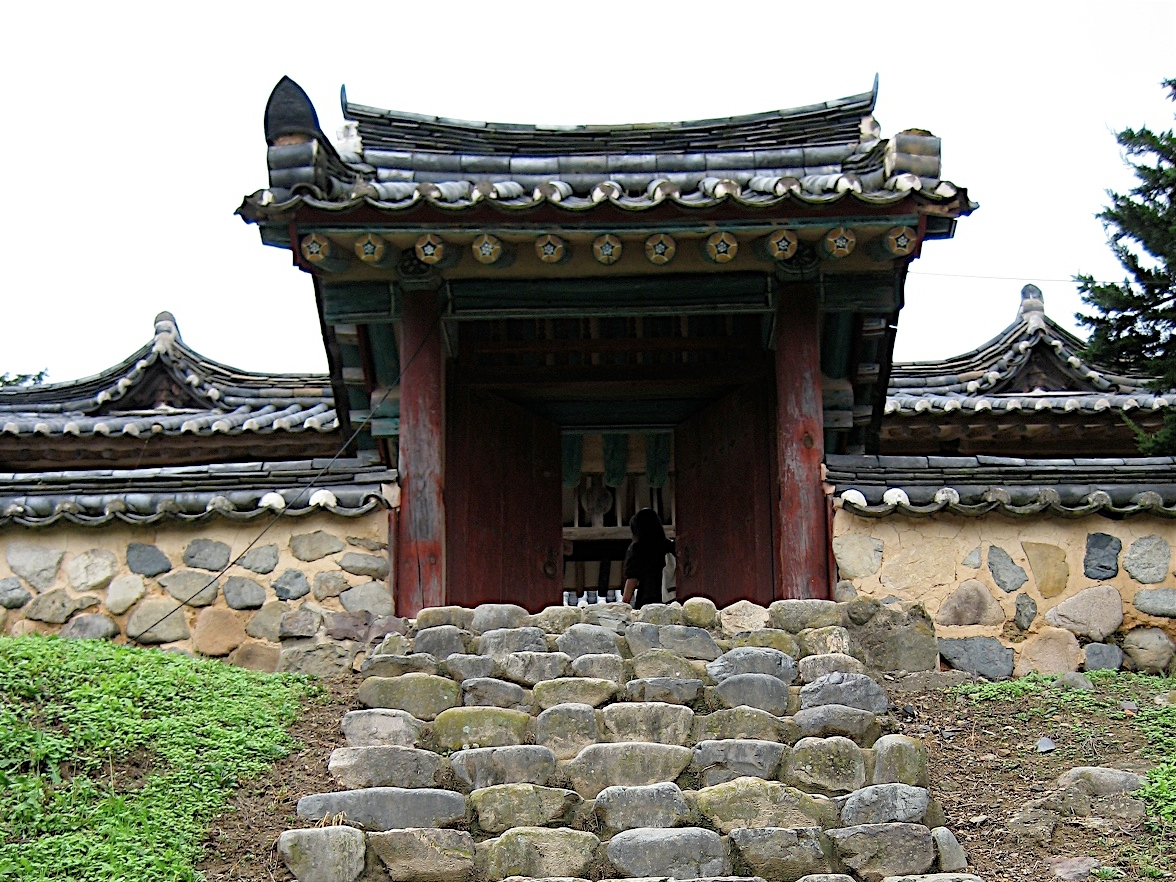
Townhouse
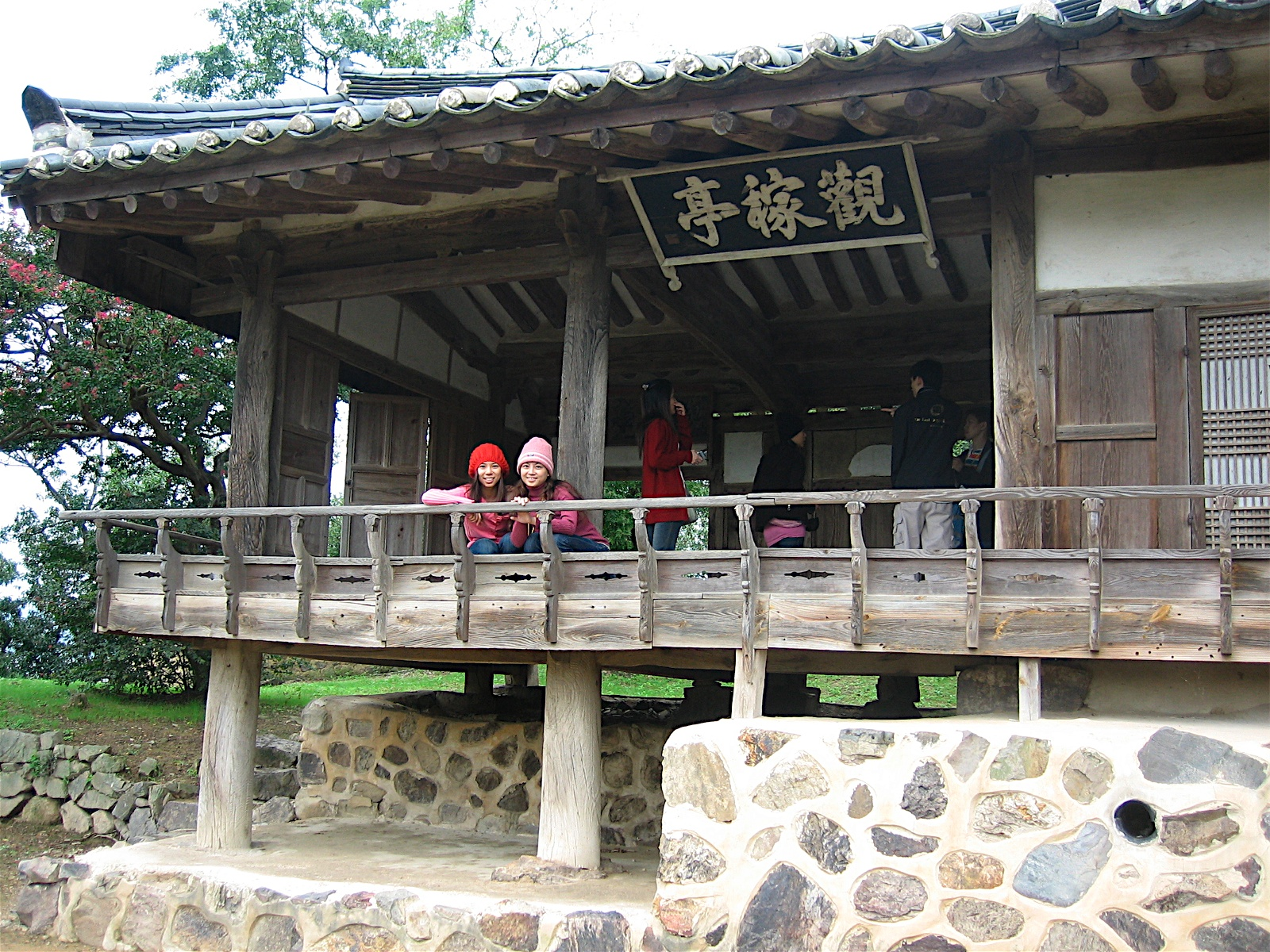
Padiglione Gwangajeong